# Sandra Romain
Sandra Romain (Timișoara, 26 maart 1978) is een Roemeense pornoactrice.
Sandra Romain werkte voordat ze haar entree in de porno-industrie maakte bij een uitgever van toeristische boeken en gidsen. Bij toeval kreeg ze een pornografisch magazine in handen. Dit alles werd gadegeslagen door haar chef die haar prompt vertelde dat ze ook in in het magazine kon poseren als ze hiervoor interesse had. In 2001 werd Romain door het modellenbureau Floyd ontdekt en werkte ze tot 2005 in de Europese porno-industrie, waarna ze haar carrière in de Verenigde Staten voortzette. In de VS werd Romain vertegenwoordigd door Mark Spiegler (Spiegler Girls), Derek Hay van LA Direct Models en de Zweedse regisseur Mikael Grundström.
Ze heeft gedurende haar carrière de reputatie opgebouwd van "double anal queen" (dubbel anaal koningin) een term uit de porno-industrie die aanduidt dat een actrice gespecialiseerd is in anale seks. Sandra Romain heeft in diverse films scènes gedraaid met dubbele anale penetraties.
Over de afgelopen twaalf jaar is Sandra Romain een van de meest vergaande pornoactrice geweest wat betreft seksuele handelingen. Zo heeft ze gespeeld in pornofilms met zeer harde seksuele handelingen zoals slaan van andere acteurs. Ook is ze bekend vanwege haar dominerende houding tegenover andere actrices.
Sandra is zeer goed bevriend met de pornoactrices Melissa Lauren en Katja Kassin.

## Prijzen
- 2006: AVN Award Best Sex Scene in a Foreign-Shot Production in Euro Domination, samen met JYL, Kid Jamaica en Nick Land
- 2007: AVN Award Best Anal Sex Scene – Film in Manhunters samen met Jada Fire en Brian Surewood
- 2007: AVN Award Best Three-Way Sex Scene in Fuck Slaves samen met Sasha Grey en Manuel Ferrara
- 2007: AVN Award Best Group Sex Scene - Video in Fashionistas Safado: The Challenge samen met Belladonna, Melissa Lauren, Jenna Haze, Gianna, Adrianna Nicole, Flower Tucci, Sasha Grey, Nicole Sheridan, Marie Luv, Caroline
- 2007: AVN Award Best Sex Scene in a Foreign-Shot Production in Outnumbered 4 samen met Isabel Ice, Dora Venter, Cathy, Karina, Nicol, Puma Black, Erik Everhard, Steve Holmes en Robert Rosenberg.